# Luis Caballero
Luis Neri Caballero Núñez (Asunción, 1962. szeptember 17. – Asunción, 2005. május 6.) paraguayi válogatott labdarúgó. 

## Pályafutása

### Klubcsapatban
1984 és 1990 között a Club Guaraní csapatában játszott és 1984-ben bajnoki címet szerzett. 1990-től 1994-ig az argentin Deportivo Mandiyú játékosa volt, melynek tagjaként 120 alkalommal lépett pályára és 2 gólt szerzett. 1995-ben a paraguayi Club Olimpia színeiben fejezte be a pályafutását. 

### A válogatottban
1983 és 1989 között 27 alkalommal szerepelt a paraguayi válogatottban. Részt vett az 1986-os világbajnokságon, de egyetlen mérkőzésen sem kapott lehetőséget. tagja volt az 1989-es Copa Américán szereplő válogatott keretének is.

### Magánélete
2005. május 6-án, 42 éves korában rablógyilkosság áldozata lett a Villa Morrában található irodájában.

## Sikerei, díjai
Club Guaraní
- Paraguayi bajnok (1): 1984

Club Olimpia
- Paraguayi bajnok (1): 1995